# ريتشل ميتشيل
ريتشل ميتشيل (بالإنجليزية: Rachel Hope Mitchell)‏ هي مدعية أمريكية، ولدت في 1967.